# Sanktuarium Pierwszych Męczenników Polski w Międzyrzeczu
Kościół i sanktuarium pw. Pierwszych Męczenników Polski w Międzyrzeczu – należące do parafii pw. Pierwszych Męczenników Polski w Międzyrzeczu, dekanatu Pszczew, diecezji zielonogórsko-gorzowskiej w metropolii szczecińsko-kamieńskiej, zlokalizowany w Międzyrzeczu, w powiecie międzyrzeckim, w województwie lubuskim, erygowany w 1999 r.
Świątynia w Międzyrzeczu jest jednym z jedenastu sanktuariów należących do diecezji zielonogórsko–gorzowskiej.

## Historia

### Sanktuarium Pierwszych Męczenników Polski
W sierpniu 1999 r. biskup zielonogórsko-gorzowski Adam Dyczkowski erygował parafię pw. Pierwszych Męczenników Polski w Międzyrzeczu, powierzając jej prowadzenie księżom pallotynom (Stowarzyszenie Apostolstwa Katolickiego SAC). Wiosną 2000 r. rozpoczęto budowę kościoła – sanktuarium.
12 listopada 2000 r. odbyły się w Międzyrzeczu uroczystości z okazji Wielkiego Jubileuszu Chrześcijaństwa. Procesja z relikwiami z kościoła pw. św. Jana Chrzciciela, udała się na teren budowanej świątyni – sanktuarium, w którym odbyła się msza i pobłogosławienie kamienia węgielnego.
Delegacja pod przewodnictwem biskupa Pawła Sochy 23 marca 2001 r. przybyła do Pragi, skąd za zgodą arcybiskupa praskiego, kardynała Miloslava Vlka przywiozła partykuły relikwii Pięciu Braci dla kościołów pod ich wezwaniem, w tym i dla budowanego sanktuarium w Międzyrzeczu. W kościele św. Wojciecha 11 listopada 2001 r. odbyła się uroczysta intronizacja relikwii.
Od 16 lutego 2002 do 11 kwietnia 2003 r. trwała peregrynacja relikwii Męczenników Międzyrzeckich po parafiach diecezji zielonogórsko-gorzowskiej. 
14 czerwca 2003 w Międzyrzeczu z udziałem Konferencji Episkopatu Polski odbyły się uroczystości millenium śmierci Pierwszych Męczenników Polski, podczas których został odczytany okolicznościowy list Jana Pawła II. 
13 listopada 2012 biskup Stefan Regmunt ustanowił kościół parafialny pw. Pierwszych Męczenników Polski w Międzyrzeczu sanktuarium. Opiekę nad sanktuarium jako kustosz sprawuje ks. Kamil Szymczak SAC, jednocześnie pełniąc obowiązki proboszcza parafii. Święto patronalne przypada 13 listopada.

### Historia kultu
Kult Pięciu Braci Męczenników zaczął się szerzyć już w 1003 r. w niedługim czasie po ich śmierci i stawał się coraz bardziej powszechny. Rok po ich męczeńskiej śmierci papież Jan XVIII, powiadomiony przez biskupa Ungera z Poznania, polecił zaliczyć Braci w poczet męczenników. Z powodu działań wojennych relikwie Braci zostały przewiezione kolejno do Gniezna, przez Czechy trafiły do Poznania. Ostatecznie zaś znalazły się w Kazimierzu Biskupim. W czasach protestantyzmu kult wygasł.
Administrator ks. dr Edmund Nowicki w dniu 15 sierpnia 1945 r. wydał dekret ustanawiający Pięciu Braci Męczenników Międzyrzeckich drugorzędnymi patronami Administracji. prymas Polski kardynał Stefan Wyszyński (20 marca 1965) r. uznał oficjalność kultu Męczenników w Międzyrzeczu, a 5 listopada 1966 r. potwierdził nadanie patronatu świętych Pięciu Braci Męczenników dla Ordynariatu Gorzowskiego.
Na spotkaniu z papieżem Janem Pawłem II w dniu 2 czerwca 1997 r. na błoniach os. Górczyn w Gorzowie Wlkp. obok budującego się kościoła pw. Pierwszych Męczenników Polski została wygłoszona homilia na temat świadectwa wiary nawiązująca do Pięciu Braci.
Oficjalny kalendarz liturgiczny Kościoła każe Świętych spod Międzyrzecza nazywać Pierwszymi Męczennikami Polski, a nie Pierwszymi Męczennikami polskimi, ponieważ eremici; Benedykt i Jan byli Włochami, a Izaak, Mateusz i Krystyn zaś Polakami.